# Gottfried Weigle

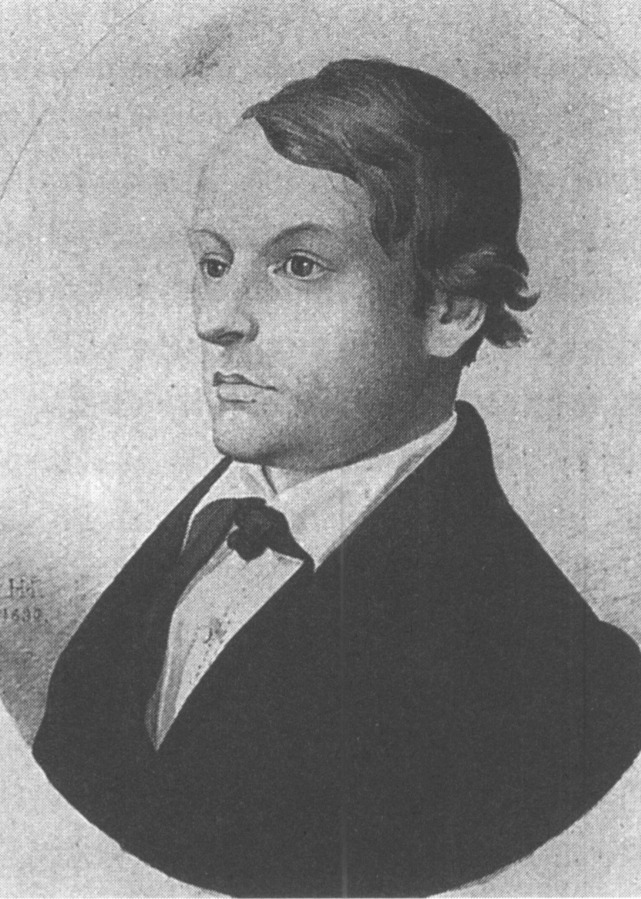
Gottfried Weigle

Gottfried Hartmann Weigle (* 1. Juli 1816 in Zell am Neckar; † 7. Juni 1855 in Mangalore, Westindien) war ein deutscher Missionar und Sprachforscher.
Weigle studierte in Tübingen Theologie, 1838 schloss er sich der Basler Mission an. Von 1840 an war er Missionar im Südwesten Indiens, auf dem Gebiet des heutigen Bundesstaats Karnataka. Er war mit Pauline F. Mögling verw. Weigle geb. Bacmeister (1825–1861) verheiratet.
Er hat sich insbesondere der Erforschung der zur dravidischen Sprachfamilie zählenden Sprache Kannada (Kanaresisch) und ihrer Literatur gewidmet. Von ihm stammt der Text des Liedes Drunten im Unterland.

## Veröffentlichungen
- Ueber canaresische Sprache und Literatur. In: Zeitschrift der Deutschen Morgenländischen Gesellschaft, Band 2. 1848. S. 257–284 (Digitalisat).